# Чумаки (Дніпровський район)
Чумаки́ — село в Україні, у Дніпровському районі Дніпропетровської області. Населення за переписом 2021 року становить 1 939 осіб. З 2017 року центр Чумаківської сільської громади.

## Географія і розташування
Чумаки розташовані в центральній частині Дніпропетровської області у фізико-географічній зоні Придніпровська низовина. Сусідні населені пункти: селище Зоря на захід, село Степове.
Навколо села багато іригаційних каналів. Поруч проходить автомобільна дорога Т 0405.

## Історія
Чумаки засновані у 1926 році переселенцями з Новомосковського району.
Згодом в селі було створено колгосп, який об'єднував жителів сіл Чумаки та Долина. У 1963 році його реорганізовано у радгосп «Петриківський». У 1967 році населення Чумаків становило 294 жителі.
18 квітня 1995 року за рішенням Дніпропетровської обласної ради села Карла-Лібнехта, Чумаки і Долина були об'єднані у село Чумаки. 1989 року за переписом у Карла-Лібнехта проживало приблизно 1500 осіб, у Чумаках — 160 осіб і в Долині — 120 осіб.

## Населення

### Мова
Розподіл населення за рідною мовою за даними перепису 2001 року:
| Мова            | Кількість | Відсоток |
| --------------- | --------- | -------- |
| українська      | 1756      | 88.82%   |
| російська       | 206       | 10.42%   |
| вірменська      | 12        | 0.61%    |
| болгарська      | 1         | 0.05%    |
| інші/не вказали | 2         | 0.10%    |
| Усього          | 1977      | 100%     |

## Господарство
В Чумаках працює декілька сільськогосподарських підприємств, житлово-комунальне підприємство.

## Заклади соціальної сфери
Діють загальноосвітня школа, дошкільний навчальний заклад, лікарська амбулаторія, бібліотека.